# Eckō Unlimited
Eckō Unltd. é uma marca de roupas criada pelo designer de moda Marc Louis Milecofsky em 1993, mais conhecido como Marc Ecko, facilmente identificada pelo logotipo do Rinoceronte (símbolo da marca) e pela inscrição "1972" (ano de nascimento de Marc Ecko). Possui como público jovens das classes A e B.
Considerada uma das marcas de urbanwear mais famosas do mundo e hoje presente em mais de 80 países, a Eckō Unltd. possui fortes raízes na música rock e Hip-Hop, vídeos e filmes, esportes de ação, cultura, e acima de tudo juventude, tornando-se a principal marca de desejo de uma geração sem limites. 